# Климов Олександр Гнатович
Олекса́ндр Гна́тович Кли́мов (* 12 вересня (31 жовтня) 1898, Кустанай, Тургайська область, Російська імперія — † 1974, Ленінград, РРФСР, СРСР) — радянський диригент і педагог. Заслужений діяч Таджицької РСР (1945), Заслужений діяч мистецтв УРСР (1949), нагороджений орденом Леніна.

## Життєпис
1925 року закінчує філологічний факультет Київського університету.
1928 року закінчив навчання в Київському музично-драматичному інституті ім. М. В. Лисенка — по класу диригування у В. Бердяєва, викладав в інституті до 1931.
Працював диригентом в Тирасполі — 1931—1933, 1933 — Донецьку, Саратові в 1934—1937 та Харкові — 1937—1940, в Одесі — у 1940—1941.
У 1942—1945 роках — головний диригент Державного симфонічного оркестру УРСР — в часі евакуації в Душанбе.
Протягом 1945—1948 років був диригентом симфонічному оркестрі Одеської філармонії, викладав в Одеській консерваторії, професор.
В 1948—1954 роках — ректор і професор Київської консерваторії (Національна музична академія України ім. П. І. Чайковського).
Протягом 1954—1961 років — головний диригент Київського театру опери та балету ім. Т. Г. Шевченка.
В 1961—1967 роках — диригент Ленінградського театру опери та балету ім. С. М. Кірова.
Його син, Климов Валерій Олександрович — скрипаль, лауреат Першого конкурсу ім. П. І. Чайковського.
Диригував, зокрема, «Реквієм» Моцарта, Дев'яту симфонію та «Фіделіо» в концертному виконанні Л.Бетховена, композиторів В. Борисова, Д. Клебанова та Ю. Мейтуса.
Серед учнів — Єфремов Валентин Васильович, Микола Іванович Гозулов, Вадим Борисович Гнєдаш, Ігор Іванович Блажков.